# Jefferson Airplane Loves You
Albums de Jefferson Airplane
Jefferson Airplane
(1989) Live at the Fillmore East
(1997)
Jefferson Airplane Loves You est un coffret de 3 CD du groupe Jefferson Airplane, sorti en 1992. Il contient essentiellement des versions inédites des titres du groupe, en studio ou en concert, ainsi que quelques raretés des débuts des membres (un titre de Marty Balin en solo et du premier groupe de Grace Slick, The Great Society), le tout dans l'ordre chronologique.

## Titres

### Disque 1
1. I Specialize in Love – 1:56 (single de Marty Balin, 1962)
2. Go To Her – 4:05 (première version)
3. Bringing Me Down – 2:22
4. Let Me In – 3:28 (version alternative)
5. Chauffeur Blues – 2:28
6. Free Advice (mono) – 2:29 (single de The Great Society, 1966)
7. Somebody to Love – 2:58
8. Today – 3:00
9. Embryonic Journey – 1:52
10. White Rabbit – 2:33
11. Come Back Baby – 2:55 (version inédite)
12. The Other Side of This Life – 8:03 (live)
13. Runnin' 'Round this World – 2:30 (live)
14. She Has Funny Cars – 3:37 (live)
15. High Flyin' Bird – 4:03 (live)
16. Tobacco Road – 3:57 (live)
17. Let's Get Together – 4:05 (live)
18. White Rabbit – 2:23 (live)
19. Comin' Back to Me – 7:38 (live)
20. Won't You Try/Saturday Afternoon – 7:01 (live)

Les pistes 12 à 20 sont extraites du concert du 12 mai 1967 au Fillmore Auditorium à San Francisco. Il s'agit de l'unique représentation live connue de Coming Back to me, et de la première de Won't You Try/Saturday Afternoon.

### Disque 2
1. The Ballad of You and Me and Pooneil – 11:38 (version alternative)
2. Things are Better in the East – 3:18 (inédit)
3. Watch Her Ride – 3:15
4. Two Heads – 3:14
5. Martha (mono, version single) – 3:26
6. Don't Let Me Down – 2:54 (inédit)
7. Crown of Creation – 2:53
8. Lather – 2:57
9. In Time – 4:14
10. House at Pooneil Corners – 5:51
11. RiBump Ba Bap Dum Dum – 1:32 (inédit)
12. Would You Like a Snack? – 2:38 (inédit)
13. 3/5 Mile in 10 Seconds – 4:45 (live)
14. It's No Secret – 3:28 (live)
15. Plastic Fantastic Lover – 4:24 (live à Woodstock)
16. Uncle Sam Blues – 5:27 (live à Woodstock)
17. Wooden Ships – 5:52 (mix quadriphonique)
18. Volunteers – 2:17 (mix quadriphonique)

### Disque 3
1. We Can Be Together – 6:00 (mix quadriphonique)
2. Turn My Life Down – 2:56
3. Good Shepherd – 4:24
4. Hey Fredrick – 9:04 (mix quadriphonique)
5. Emergency – 4:36 (live en studio, 1970)
6. When the Earth Moves Again – 3:55
7. Pretty as You Feel – 3:09
8. Law Man – 2:42
9. Feel So Good – 9:23 (version allongée)
10. Twilight Double Leader – 4:47
11. Aerie (Gang of Eagles) – 3:55
12. Trial by Fire – 4:51 (live)
13. Dress Rap – 1:25 (live, 1972)
14. You Wear Your Dresses Too Short – 12:35 (live, 1972)